# Avon (Illinois)
Pour les articles homonymes, voir Avon.
Avon est un village des comtés de Fulton et Warren dans l'Illinois, aux États-Unis,. Situé au nord-ouest du comté de Fulton, il est incorporé le 28 janvier 1874.

## Démographie
Lors du recensement de 2010, le village comptait une population de 799 habitants. Elle est estimée, en 2016, à 751 habitants.

## Source de la traduction
- (en) Cet article est partiellement ou en totalité issu de l’article de Wikipédia en anglais intitulé « Avon, Illinois » (voir la liste des auteurs).